# Achahildis

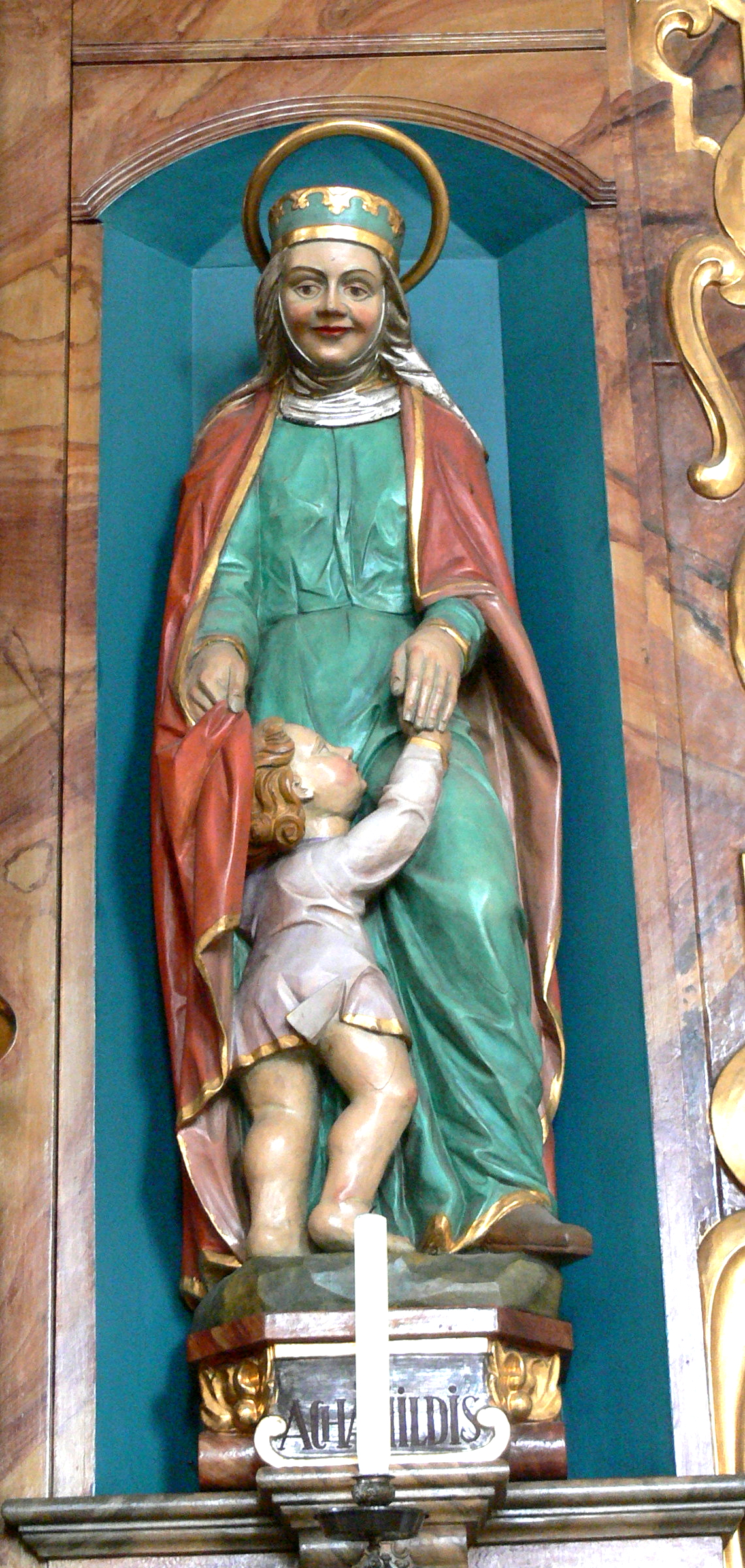
Achahildis, St. Sebald (Schwabach)

Achahildis († um 970; auch genannt: Achatia, Atzin, Atzia, Atza) war eine Heilige und Stifterin der Kirche in Wendelstein. Ihr Name hat die Bedeutung „Gott hält im Kampf“.
Bis zum 11. Jahrhundert galt Achahildis als Schwester der Heiligen Kunigunde und vollbrachte der Legende nach in ihrem Leben zwei Wunder. So soll sie eine Gans, die von ihrem Gesinde gestohlen und gegessen worden war, wieder zum Leben erweckt haben. Ein zweites Wunder soll Achahildis während ihrer Schwangerschaft vollbracht haben, als sie im Winter Appetit auf Kirschen bekam und ein Kirschbaum in ihrem Garten reife Früchten trug. Auf Grund der überlieferten Wunder wird Achahildis in bürgerlicher Kleidung mit entweder drei Gänsen oder einem Gänsebein und einem Kirschbaum mit reifen roten Früchten dargestellt.
Der Festtag der Heiligen Achahildis ist der 29. Oktober. Sie wurde besonders im 15. Jahrhundert in der Region um Wendelstein verehrt. In Wendelstein befindet sich heute eine kleine Kapelle, die ihr geweiht ist.